# Cryptocentroides
Cryptocentroides  é um género de peixe da família Gobiidae e da ordem Perciformes.

## Espécies
- Cryptocentroides arabicus (Gmelin, 1789)
- Cryptocentroides insignis (Seale, 1910)[3][4][5][6][7][8][9]